# Warren Spector
Warren Spector (Miami, 2 ottobre 1955) è un autore di videogiochi statunitense, noto soprattutto per il suo lavoro nel fondere gli elementi dei videogiochi di ruolo con quelli degli sparatutto in prima persona; fusione di generi che sfociò soprattutto nella creazione di videogiochi cyberpunk considerati classici, quali System Shock e Deus Ex. È una delle figure chiave che hanno definito il genere immersive sim.

## Biografia

### Infanzia
Spector è cresciuto a Manhattan, che ha descritto come un ambiente a volte ostile dove «piccoli, grassocci ragazzi ebrei non se la cavano bene» Dedicava un'intesa attenzione a qualunque argomento diventasse la sua ossessione in ogni dato momento, dai dinosauri agli aeroplani da ragazzino e un interesse in legge per la fine delle elementari. A tredici anni Spector aveva deciso che voleva essere un critico cinematografico e per le superiori le sue ossessioni si espansero alle auto e alla pallacanestro.

### Studi
Spector frequentò la Northwestern University in Illinois, ancora deciso a diventare un critico cinematografico. Ottenne un BSc in Comunicazioni alla Northwestern e proseguì ottenendo un MA in Radio-TV-Film all'University of Texas ad Austin nel 1980, laureandosi con una tesi di critica storica dei cartoni della Warner Bros.
Nel periodo del college Spector disse «giocai principalmente con i giochi dell'Avalon Hill, molte volte a Ogre e G.E.V. e a Rivets della Metagaming. Erano sempre giochi da tavolo fino a che non divenni amico con scrittori di fantascienza che giocavano a D&D, così decidi di provarlo. Fui catturato». Spector insegnò in diversi corsi di storia teoria e critica dei film per prelaureati all'University of Texas at Austin.

### Carriera
Nel 1983 dopo qualche mese di lavoro all'Harry Ransom Center come archivista incaricato della collezione David O. Selznick, Spector era disoccupato quando ricevette una chiamata da Chris Frink, una conoscenza dei tempi del college, che era diventato curatore editoriale di Space Gamer e voleva sapere se gli interessava un lavoro. Così alla fine del 1983 iniziò la carriera di curatore editoriale” In breve tempo Spector divenne redattore capo di tutti i prodotti della Steve Jackson Games, la casa editrice che pubblicava Space Gamer. Spector iniziò a collaborare alla produzione dei giochi di ruolo per la compagnia; «Supervisionavo lo sviluppo, la composizione tipografica e i dipartimenti di arte e grafica». Soprattutto sviluppò Toon con il collega ed ex compagno di scuola Greg Costikyan. Nel marzo 1987 fu assunto dalla TSR, inizialmente lavorando sui giochi di ruolo Top Secret/S.I. e Marvel Super Heroes. Spector lavorò per qualche tempo nel dipartimento di ricerca e sviluppo della TSR, aiutando a lanciare tra le altre cose l'ambientazione Spelljammer.
In seguito ha lavorato nell'industria dei videogiochi per l'Origin Systems e i Looking Glass Studios, su giochi come Ultima Underworld I e II, System Shock e lavorò brevemente su Dark Camelot che in seguito divenne Dark Project: L'ombra del ladro. In seguito fondò la sezione di Austin di Ion Storm, che sviluppò Deus Ex, il suo seguito Deus Ex: Invisible War e Thief: Deadly Shadows prima di essere chiusa dai proprietari Eidos Interactive nel febbraio 2005.
Nel 2004, Spector lasciò Ion Storm per "seguire interessi personali al di fuori della compagnia". Nel 2005 fu annunciato che Warren aveva fondato un nuovo studio, il Junction Point Studios, dove stava lavorando su un gioco non meglio specificato. In un'offerta di lavoro venivano richiesti artisti per un gioco che avesse il feeling dei "classi cartoni animati di Hollywood" in cui compaiono "topi, gatti e conigli". Il 13 luglio 2007 fu annunciato che la Disney Interactive aveva acquistato i Junction Point Studios. Il suo primo progetto per la Disney Interactive riguardava i classici personaggi Disney e fu intitolato Disney Epic Mickey, un videogioco a piattaforme per la Wii con protagonista una versione di Topolino più cupa del solito, che fu pubblicato nel 2010.
Spector lasciò la Disney Interactive nel gennaio 2013 in seguito alla chiusura del Junction Point Studios. Risiede con la moglie, la scrittrice fantasy Caroline L. Spector, ad Austin, Texas.

## Apparizioni cameo
Warren Spector è apparso in diversi giochi a cui ha contribuito. In Worlds of Ultima: The Savage Empire e in Ultima: Worlds of Adventure 2: Martian Dreams appare come lo scienziato Johann Schliemann Spector, detto anche Zipactriotl in Savage Empire. In Ultima VII Part Two: Serpent Isle appare come il tesoriere corrotto Spektor. In Ultima Underworld: The Stygian Abyss, appare come uno spettro di nome Warren. In System Shock doppia Warren Anderczyk nei suoi diari, in cui discute le perdite biologiche contaminanti della Citadel Station. In Deus Ex, il volto del personaggio Ford Schick è stata modellata basandosi sull'aspetto di Spector, inoltre "iamwarren" è uno dei trucchi del videogioco (fa malfunzionare in maniera spettacolare gli apparecchi elettronici nella vicinanza del personaggio, un "easter egg" del team di sviluppo).

## Opere

### Videogiochi

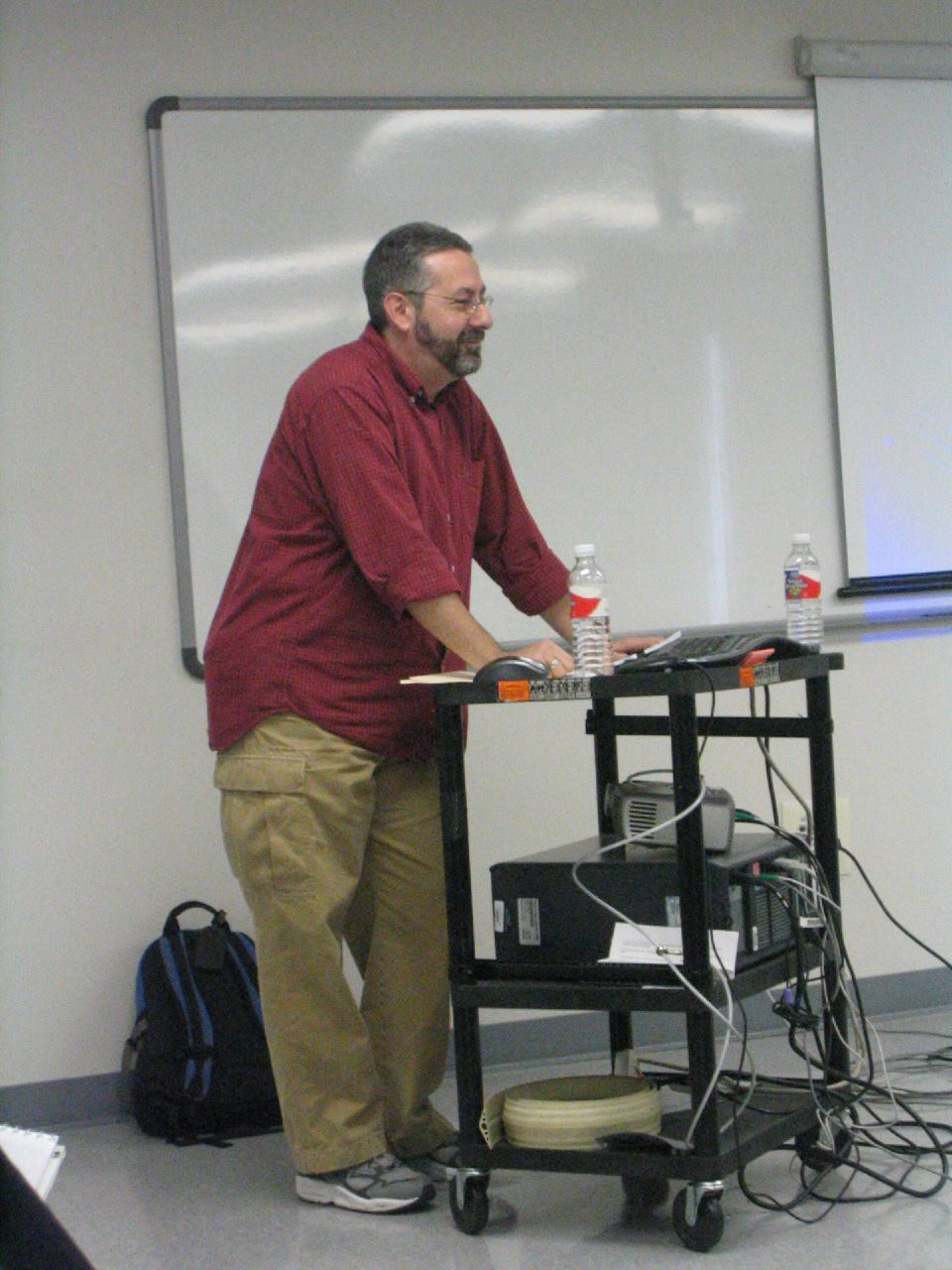
Spector nel 2006

Spector è solitamente accreditato come produttore, eccetto per Deus Ex in cui viene accreditato come direttore di progetto.
- Wing Commander (1990), Origin Systems
- Wing Commander: Secret Missions (1990), Origin Systems
- Ultima VI: The False Prophet (1990), Origin Systems
- Bad Blood (1990), Origin Systems
- Wing Commander II: Vengeance of the Kilrathi (1991), Origin Systems
- Wing Commander: Secret Missions 2: Crusade (1991), Origin Systems
- Ultima: Worlds of Adventure 2: Martian Dreams (1991), Origin Systems
- Ultima Underworld: The Stygian Abyss (1992), Origin Systems
- Shadowcaster (1993), Origin Systems (Uncredited)[9]
- Ultima Underworld II: Labyrinth of Worlds (1993), Origin Systems
- Wing Commander: Privateer - Righteous Fire (1993), Origin Systems
- Ultima VII Part Two: Serpent Isle (1993), Origin Systems
- Ultima VII Part Two: The Silver Seed (1993), Electronic Arts
- Wings of Glory (1993), Electronic Arts
- System Shock (1994), Looking Glass Technologies
- CyberMage: Darklight Awakening (1995), Origin Systems
- Crusader: No Remorse (1995), Origin Systems
- Dark Project: L'ombra del ladro (Thief: The Dark Project) (1998), Looking Glass Studios
- Deus Ex (2000), Ion Storm Austin
- Deus Ex: Invisible War (2003), Ion Storm Austin
- Thief: Deadly Shadows (2004), Ion Storm Austin
- Disney Epic Mickey (2010), Disney Interactive Studios
- Disney Epic Mickey 2: L'avventura di Topolino e Oswald (Epic Mickey 2: The Power of Two) (2012), Disney Interactive Studios

### Giochi di ruolo
- con Greg Costikyan (1984). Toon. Steve Jackson Games
- (1985). Toon Strikes Again. Steve Jackson Games
- con Steve Jackson (1985). Orcslayer. Steve Jackson Games. Supplemento per GURPS
- con Caroline Chase, Kyle Miller e Allen Varney (1985). Toon Silly Stuff. Steve Jackson Games
- con Allen Varney (1985). Send in the Clones. West End Games. Avventura per Paranoia. Contenuta anche in The Computer Always Shoots Twice e in Flashbacks
- con Kyle Miller e Allen Varney (1986). Son of Toon. Steve Jackson Games
- con Caroline Spectore. MX3: Reap the Whirlwind (1987) per Marvel Super Heroes
- con Ken Rolston e Allen Varney. The Computer Always Shoots Twice (1988). West End Games. Avventura per Paranoia, ristampata all'interno di Flashbacks (2005). Mongoose Publishing.
- Uncanny X-Men Boxed Set – Editor (1990), TSR
- con Jeff Butler, Mike Cook, Michael Dobson, Jeff Grubb, e James M. Ward (1990). Buck Rogers XXVc. TSR

### Romanzi
- The Hollow Earth Affair romanzo pubblicato nel numero doppio (1988) Double Agent: Royal Pain/The Hollow Earth Affair. TSR. Ambientato nel mondo di Top Secret/S.I.

### Fumetti
- DuckTales- Boom! Studios - (2011)